# Wirkstofffreisetzungsanalyse fester Arzneiformen
Die Wirkstofffreisetzungsanalyse fester Arzneiformen bezeichnet die Untersuchung der Freisetzung eines Wirkstoffs aus festen Arzneiformen.

## Geräte des Arzneibuchs
Geräte zur Bestimmung der Wirkstofffreisetzung aus festen Arzneiformen sind laut europäischem Arzneibuch Geräte, mit deren Hilfe sich die Wirkstofffreisetzung eines Arzneistoffes aus einer festen Arzneiform, die zum Einnehmen bestimmt ist, wie Kapseln oder Tabletten, in vitro bestimmen lässt. Sie werden in der Qualitätskontrolle angewendet, aber auch in der Formulierungsentwicklung und zum Vorhersagen des Verhaltens des Arzneistoffes in vivo.

### Drehkörbchen
Die Drehkörbchen-Apparatur besteht aus einem 1 L fassenden, zylindrischen Gefäß mit halbkugelförmigem Boden. Sie ist mit meist 500-900 mL einer geeigneten, möglichst entgasten Prüfflüssigkeit (z. B. 0,1 N HCl-Lösung oder 6,8 Phosphat-Puffer) gefüllt, deren Temperatur konstant bei 37 ± 0,5 °C gehalten wird. Der Gefäßdeckel besitzt Löcher zur Probenentnahme und zum Einführen eines Thermometers. Das Drehkörbchen, was aus einem Drahtgeflecht aus einem inerten Metall wie rostfreiem Stahl besteht oder mit Gold überzogen sein kann, ist an einem Stab befestigt, der von oben in das Gefäß hineinragt und sich mit einer Geschwindigkeit üblicherweise zwischen 50 und 150 Umdrehungen pro Minute um seine eigene Achse dreht. Der Abstand zwischen Körbchen und Gefäßboden muss 25 ± 2 mm betragen.
Bei Kapseln ist diese Apparatur von Vorteil, da die Arzneiform sich in einem geschlossenen Körbchen befindet und so nicht an der Oberfläche schwimmen kann. Allerdings kann das Drahtnetz durch z. B. Quellstoffe verstopfen, außerdem kann das Netz für einen mechanischen Abrieb an der Arzneiform sorgen und so den Zerfall bzw. die Auflösungsgeschwindigkeit beeinflussen. Befindet sich der Prüfling in der Mitte des Körbchens, ist dort die Bewegung durch die Drehung im Vergleich zu einer Position weiter am Rand deutlich geringer, so dass die Reproduzierbarkeit beeinflusst werden kann.

### Blattrührer
Die Blattrührer-Apparatur besteht aus einem 1 L fassenden, zylindrischen Gefäß mit halbkugelförmigem Boden. Sie ist mit meist 500-900 mL einer geeigneten, möglichst entgasten Prüfflüssigkeit, z. B. 0,1 N HCl-Lösung oder 6,8 Phosphat-Puffer gefüllt, deren Temperatur konstant bei 37 ± 0,5 °C gehalten wird. Der Gefäßdeckel besitzt Löcher zur Probenentnahme und zum Beispiel zum Einführen eines Thermometers. Das Rührblatt aus Metall oder einem anderen inertem starren Material befindet sich in einem Abstand von 25 ± 2 mm zum Gefäßboden. Die zu prüfende feste Arzneiform sollte sich im Optimalfall am Boden des Gefäßes befinden, schwimmt sie auf, kann sie mit Hilfe einer Sinkvorrichtung beschwert werden. Normalerweise beträgt die Rührgeschwindigkeit in der Regel zwischen 50 und 150 Umdrehungen pro Minute. Die unterschiedlichen hydrodynamischen Bedingungen im Gefäß können die Auflösung und Freisetzung des Wirkstoffs beeinflussen, vor allem die hydrodynamisch tote Zone mittig unterhalb des Blattrührers kann zur Bildung eines nicht lösbaren Konus aus der Tablette führen.

### Eintauchender Zylinder
Die Apparatur besteht aus einem Glaszylinder mit einem Boden aus einem Maschendrahtgeflecht, der sich in einem weiteren Glaszylinder mit flachem Boden gleichmäßig auf und ab bewegt. Dieser Glaszylinder ist meist mit 300 ml eines geeigneten Mediums gefüllt, welches mit Hilfe eines Wasserbades eine konstante Temperatur von 37 ± 0,5 °C besitzt. Im Laufe des Freisetzungstests kann der Probenzylinder in mehrere Glaszylinder eintauchen. Durch Einsatz verschiedener Prüflösungen in diesen können die einzelnen Abschnitte des Magen-Darm-Trakts besser simuliert werden.

### Durchflusszelle
Die Durchflusszelle befindet sich in einem auf 37 ± 0,5 °C temperierten Wasserbad und ist an eine Pumpe angeschlossen, die die Prüfflüssigkeit aus einem Vorratsbehältnis mit konstanter Geschwindigkeit von unten nach oben durch die Durchflusszelle befördert. Um eine möglichst gleichmäßige Strömung zu gewährleisten, befinden sich ca. 1 mm kleine Glasperlen im unteren konusförmigen Teil der Durchflusszelle. Auf der 3 mm breiten Öffnung befindet sich eine Glasperle mit einem Durchmesser von 5 mm, die das Verstopfen der Öffnung mit kleineren Perlen verhindert. Die zu prüfende Arzneiform befindet sich in einem Tablettenhalter auf halber Höhe des zylindrischen Teils der Durchflusszelle oder auf den Glasperlen selber. Abgeschlossen wird die Durchflusszelle von einem Filter, der den Abtransport von noch ungelösten Teilchen mit der Prüfflüssigkeit verhindert. Standardisierte Durchmesser der Zellen sind 12 mm und 22,6 mm.
Das Medium kann kontinuierlich verändert werden, beispielsweise in Bezug auf den pH-Wert, aber auch hinsichtlich der Flussrate, um die physiologischen Bedingungen im Magen-Darm-Trakt widerzuspiegeln. Bei der Durchflusszellen-Apparatur liegt die Durchflussgeschwindigkeit üblicherweise zwischen 4 und 50 ml/min.
Durchflusszellen können sowohl offene als auch geschlossene Systeme darstellen, je nachdem, ob die Prüfflüssigkeit nach Durchfließen der Zelle wieder dem Vorratsbehältnis zugeführt wird oder nicht. Bei offenen Systemen wird der gelöste Wirkstoff aus dem System entfernt, was die Resorption des Arzneistoffes im Darm simuliert, so dass eher Sink-Bedingungen vorliegen als bei geschlossenen Systemen.

## Bestimmung der Wirkstofffreisetzung

### Durchführung nach Arzneibuch
Die Arzneiformen werden wie vorgesehen in die jeweilige Apparatur gegeben. Aus der Prüfflüssigkeit werden nach einer festgelegten Zeit bzw. innerhalb eines bestimmten Zeitraums in regelmäßigen Abständen Proben entnommen. Gibt es mehrere Probenentnahmezeitpunkte, muss die entnommene Prüfflüssigkeit gegebenenfalls ersetzt werden. Die Dauer der Prüfung und das Medium hängen von der Arzneiform ab.
Bei Arzneiformen mit verzögerter Wirkstofffreisetzung ist nach 2 Stunden ein Medienwechsel von 0,1 N Salzsäure auf einen Phosphat-Puffer mit pH 6,8 vorgeschrieben, dies kann bei Apparatur 1 und 2 sowohl durch Zusatz einer gepufferten Lösung zur salzsauren Prüfflüssigkeit unter Veränderung des Gesamtvolumens (Methode A) oder durch einen kompletten Austausch der Prüfflüssigkeit (Methode B) erfolgen. Bei Apparatur 3 erfolgt der Medienwechsel durch Austausch des Zylinders, in welchen der Probenzylinder eintaucht, bei Apparatur 4 kann z. B. der Vorratsbehälter der Prüfflüssigkeit ausgetauscht werden.

### Auswertung
Die genommenen Proben werden gegebenenfalls filtriert und anschließend in Bezug auf den Wirkstoff quantitativ ausgewertet. Dazu werden bevorzugt die HPLC-Analyse und die UV-Spektroskopie verwendet. Für die „Prüfung auf Wirkstofffreisetzung aus festen Arzneiformen“ nach Arzneibuch muss der Anteil der Gesamtmenge an gelöstem Wirkstoff nach einer festgelegten Zeit an dem auf der Beschriftung angegebenen Gehalt bestimmten Akzeptanzkriterien entsprechen.
Aus den Daten lassen sich außerdem durch Auftragen der kumulativen oder differentiellen freigesetzten Wirkstoffmenge in Abhängigkeit von der Zeit das Freisetzungsprofil sowie das Auflösungsgeschwindigkeitsprofil erstellen. Durch in-vitro/in-vivo-Korrelation der Auflösungs-Zeit-Profile lassen sich gegebenenfalls Rückschlüsse auf das Verhalten der Arzneiform in vivo ziehen, was bei der Zulassung von Generika von Belang ist.